# Фрайштадт (Верхний Пфальц)
Фрайштадт (нем. Freystadt) — город и городская община в Германии, в земле Бавария.
Подчинён административному округу Верхний Пфальц. Входит в состав района Ноймаркт-ин-дер-Оберпфальц. Население составляет 8523 человека (на 31 декабря 2010 года). Занимает площадь 80,53 км². Официальный код — 09 3 73 126.
Город подразделяется на 15 городских районов.

## Население
По оценке на 31 декабря 2015 года население общины Фрайштадт составляет 8791 чел. 

| Дата      | 1840 | 1871 | 1900 | 1925 | 1939 | 1950 | 1961 | 1970 | 1987 | 2011 |
| --------- | ---- | ---- | ---- | ---- | ---- | ---- | ---- | ---- | ---- | ---- |
| Население | 5151 | 4813 | 4992 | 5159 | 4955 | 6167 | 5407 | 5850 | 6417 | 8564 |

| Год       | 1960 | 1970 | 1980 | 1990 | 2000 | 2009 | 2010 | 2011 | 2012 | 2013 | 2014 | 2015 |
| --------- | ---- | ---- | ---- | ---- | ---- | ---- | ---- | ---- | ---- | ---- | ---- | ---- |
| Население | 5285 | 5798 | 6095 | 6748 | 8293 | 8516 | 8523 | 8577 | 8628 | 8626 | 8674 | 8791 |